# ساماميش (واشنطن)
ساماميش (بالإنجليزية: Sammamish)‏ هي مدينة في مقاطعة كينغ ولاية واشنطن في الولايات المتحدة الأمريكية. كان عدد السكان 51,229 في تعداد 2014. تقع المدينة على هضبة، تحدها بحيرة ساماميش إلى الغرب ووادي سنوكوالمي إلى الشرق.

## التركيبة السكانية
حدّد مكتب تعداد الولايات المتحدة بيانات التركيبة السكانية لساماميش في تعداد الولايات المتحدة. في ما يلي، التركيبة السكانية حسب تعدادي 2000 و2010.

### تعداد عام 2000
بلغ عدد سكان ساماميش 34,104 نسمة بحسب تعداد عام 2000، وبلغ عدد الأسر 11,131 أسرة وعدد العائلات 9,655 عائلة مقيمة في المدينة. في حين سجلت الكثافة السكانية 547.9 نسمة لكل كيلومتر مربع (1,419.1/ميل2). وبلغ عدد الوحدات السكنية 11,599 وحدة بمتوسط كثافة قدره 186.3 لكل كيلومتر مربع (482.5/ميل2).
وتوزع التركيب العرقي للمدينة بنسبة 87.82% من البيض و0.85% من الأمريكيين الأفارقة و0.29% من الأمريكيين الأصليين و7.89% من الأمريكيين ذوي الأصول الآسيوية و0.09% من سكان جزر المحيط الهادئ و0.60% من الأعراق الأخرى و2.46% من عرقين مختلطين أو أكثر و2.50% من الهسبانيون أو اللاتينيون من أي عرق.
بلغ عدد الأسر 11,131 أسرة كانت نسبة 54.5% منها لديها أطفال تحت سن الثامنة عشر تعيش معهم، وبلغت نسبة الأزواج القاطنين مع بعضهم البعض 79.5% من أصل المجموع الكلي للأسر، ونسبة 5.3% من الأسر كان لديها معيلات من الإناث دون وجود شريك، بينما كانت نسبة 1.9% من الأسر لديها معيلون من الذكور دون وجود شريكة وكانت نسبة 13.3% من غير العائلات. تألفت نسبة 9.4% من أصل جميع الأسر من عدة أفراد يعيشون في نفس المنزل ونسبة 1.5% كانت تتألف من شخص يعيش بمفرده يبلغ من العمر 65 عاماً أو أكثر. وبلغ متوسط حجم الأسرة المعيشية 3.06، أما متوسط حجم العائلات فبلغ 3.29.
بلغ العمر الوسطي للسكان 35.3 عاماً. وكانت نسبة 33.4% من القاطنين تحت سن الثامنة عشر، وكانت نسبة 4.8% بين الثامنة عشر والرابعة والعشرين عاماً، ونسبة 33.2% كانت واقعةً في الفئة العمرية ما بين الخامسة والعشرين والرابعة والأربعين عاماً، ونسبة 24.6% كانت ما بين الخامسة والأربعين والرابعة والستين، ونسبة 4% كانت ضمن فئة الخامسة والستين عاماً فما فوق. يوجد لكل 100 أنثى 101.7 ذكر، ويوجد لكل 100 أنثى في الثامنة عشر من عمرها فما فوق 98.5 ذكر.
بلغ متوسط دخل الأسرة في المدينة 101,592 دولارًا، أما متوسط دخل العائلة فبلغ 104,356 دولارًا. وكان متوسط دخل الذكور 76,688 دولارًا مقابل 47,164 دولارًا للإناث. وسجل دخل الفرد الخاص بالمدينة 42,971 دولارًا. وكانت نسبة 1.6% من العائلات ونسبة 2% من السكان تحت خط الفقر، وكان من هؤلاء نسبة 1.9% تحت سن الثامنة عشر ونسبة 3.2% في الخامسة والستين من العمر وما فوق.

### تعداد عام 2010
بلغ عدد سكان ساماميش 45,780 نسمة بحسب تعداد عام 2010، وبلغ عدد الأسر 15,154 أسرة وعدد العائلات 12,918 عائلة مقيمة في المدينة. في حين سجلت الكثافة السكانية 735.4 نسمة لكل كيلومتر مربع (1,904.7/ميل2). وبلغ عدد الوحدات السكنية 15,736 وحدة بمتوسط كثافة قدره 252.8 لكل كيلومتر مربع (654.7/ميل2).
وتوزع التركيب العرقي للمدينة بنسبة 74.72% من البيض و0.96% من الأمريكيين الأفارقة و0.28% من الأمريكيين الأصليين و19.34% من الأمريكيين ذوي الأصول الآسيوية و0.10% من سكان جزر المحيط الهادئ و0.86% من الأعراق الأخرى و3.74% من عرقين مختلطين أو أكثر و3.94% من الهسبانيون أو اللاتينيون من أي عرق.
بلغ عدد الأسر 15,154 أسرة كانت نسبة 52.9% منها لديها أطفال تحت سن الثامنة عشر تعيش معهم، وبلغت نسبة الأزواج القاطنين مع بعضهم البعض 76.9% من أصل المجموع الكلي للأسر، ونسبة 5.6% من الأسر كان لديها معيلات من الإناث دون وجود شريك، بينما كانت نسبة 2.7% من الأسر لديها معيلون من الذكور دون وجود شريكة وكانت نسبة 14.8% من غير العائلات. تألفت نسبة 11.4% من أصل جميع الأسر من عدة أفراد يعيشون في نفس المنزل ونسبة 2.1% كانت تتألف من شخص يعيش بمفرده يبلغ من العمر 65 عاماً أو أكثر. وبلغ متوسط حجم الأسرة المعيشية 3.01، أما متوسط حجم العائلات فبلغ 3.28.
بلغ العمر الوسطي للسكان 37.7 عاماً. وكانت نسبة 32.2% من القاطنين تحت سن الثامنة عشر، وكانت نسبة 4.8% بين الثامنة عشر والرابعة والعشرين عاماً، ونسبة 27.9% كانت واقعةً في الفئة العمرية ما بين الخامسة والعشرين والرابعة والأربعين عاماً، ونسبة 29.3% كانت ما بين الخامسة والأربعين والرابعة والستين، ونسبة 5.7% كانت ضمن فئة الخامسة والستين عاماً فما فوق. وتوزع التركيب الجنسي للسكان بنسبة 50.1% ذكور و49.9% إناث.

## المناخ
يظهر الجدول التالي التغييرات المناخية على مدار السنة لساماميش:
| البيانات المناخية لـساماميش       | البيانات المناخية لـساماميش | البيانات المناخية لـساماميش | البيانات المناخية لـساماميش | البيانات المناخية لـساماميش | البيانات المناخية لـساماميش | البيانات المناخية لـساماميش | البيانات المناخية لـساماميش | البيانات المناخية لـساماميش | البيانات المناخية لـساماميش | البيانات المناخية لـساماميش | البيانات المناخية لـساماميش | البيانات المناخية لـساماميش | البيانات المناخية لـساماميش |
| الشهر                             | يناير                       | فبراير                      | مارس                        | أبريل                       | مايو                        | يونيو                       | يوليو                       | أغسطس                       | سبتمبر                      | أكتوبر                      | نوفمبر                      | ديسمبر                      | المعدل السنوي               |
| --------------------------------- | --------------------------- | --------------------------- | --------------------------- | --------------------------- | --------------------------- | --------------------------- | --------------------------- | --------------------------- | --------------------------- | --------------------------- | --------------------------- | --------------------------- | --------------------------- |
| الدرجة القصوى °ف (°م)             | 67 (19)                     | 75 (24)                     | 79 (26)                     | 90 (32)                     | 97 (36)                     | 100 (38)                    | 104 (40)                    | 102 (39)                    | 98 (37)                     | 95 (35)                     | 75 (24)                     | 67 (19)                     | 104 (40)                    |
| متوسط درجة الحرارة الكبرى °ف (°م) | 42 (6)                      | 45 (7)                      | 54 (12)                     | 58 (14)                     | 65 (18)                     | 70 (21)                     | 77 (25)                     | 78 (26)                     | 71 (22)                     | 60 (16)                     | 51 (11)                     | 42 (6)                      | 59 (15)                     |
| متوسط درجة الحرارة الصغرى °ف (°م) | 29 (−2)                     | 32 (0)                      | 37 (3)                      | 40 (4)                      | 46 (8)                      | 51 (11)                     | 54 (12)                     | 53 (12)                     | 48 (9)                      | 43 (6)                      | 38 (3)                      | 30 (−1)                     | 42 (5)                      |
| أدنى درجة حرارة °ف (°م)           | −6 (−21)                    | −8 (−22)                    | 8 (−13)                     | 24 (−4)                     | 26 (−3)                     | 31 (−1)                     | 36 (2)                      | 35 (2)                      | 30 (−1)                     | 23 (−5)                     | 2 (−17)                     | −2 (−19)                    | −5 (−21)                    |
| الهطول إنش (مم)                   | 8.85 (225)                  | 5.61 (142)                  | 6.26 (159)                  | 4.81 (122)                  | 4.01 (102)                  | 2.94 (75)                   | 1.37 (35)                   | 1.29 (33)                   | 2.85 (72)                   | 5.69 (145)                  | 10.12 (257)                 | 8.45 (215)                  | 62.25 (1٬582)               |
| متوسط تساقط الثلوج إنش (سم)       | 3.3 (8.4)                   | 3.7 (9.4)                   | 1.2 (3.0)                   | 0 (0)                       | 0 (0)                       | 0 (0)                       | 0 (0)                       | 0 (0)                       | 0 (0)                       | 0 (0)                       | 1.6 (4.1)                   | 3.3 (8.4)                   | 13.1 (33)                   |
| المصدر:                           |                             |                             |                             |                             |                             |                             |                             |                             |                             |                             |                             |                             |                             |

## أعلام
- ميخائيل غالاغير
- هاريسون كيرتز
- ماكس براون